# Lacs (État)
Lacs (en anglais : Lakes) est un État situé au centre du Soudan du Sud (c'est le seul à ne pas être voisin avec un des États étrangers limitrophes du pays). 
Il est né du partage en 1994, du Bahr el-Ghazal, la région plus fertile du pays arrosé par la rivière homonyme.
La capitale de l'État est Rumbek.
Les autres villes importantes sont : Yirol, Awierial, Mvolo, Cueibet, Adior, Billing et Agangrial.

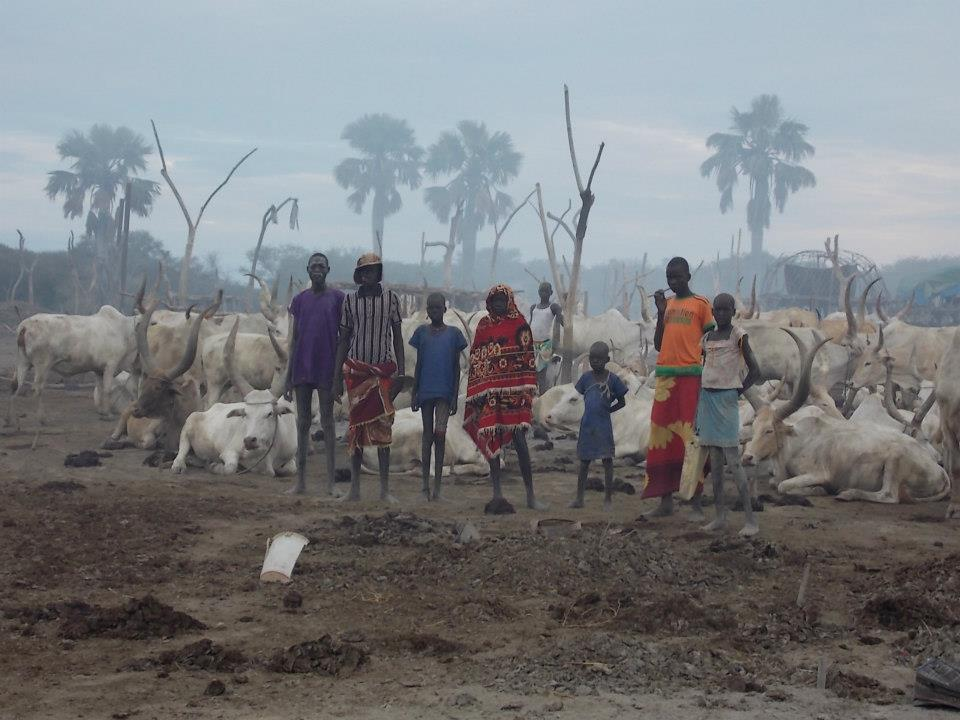
Éleveurs de bétail au camp de bétail à Rumbek

## Comtés
L'État est subdivisé en 8 Comtés :
- Comté de Rumbek Central.
- Comté de Rumbek East.
- Comté de Rumbek North.
- Comté de Wulu.
- Comté d'Aweriar.
- Comté de Cueibet.
- Comté de Yirol West.
- Comté de Yirol East.

## Conflit
L’état des lacs est l’endroit où l’essentiel du cycle de vengeance et de vols de bétail a été perpétré depuis la signature du CPA en 2005 entre la République du Soudan et l’ancien rebelle SPLA / M. Manyang Mayom, le journaliste spécialisé dans les droits de l'homme, a gardé Engle attentif aux problèmes de l'État des Lacs pour opprimer le gouvernement de l'État qui avait utilisé une loi oppressive sur son citoyen. Mayom a été perçu comme un symbole de sa position en faveur de la défense des droits de l'homme dans l'état des lacs et du Soudan du Sud. Mayom a remporté le prix Human Rights Watch le 4 août 2010.